# چنار (پاپی)
چنار یک منطقهٔ مسکونی در ایران است که در دهستان کشور واقع شده‌است. چنار ۸۴ نفر جمعیت دارد.